# Australosymmerus lenkoi
Australosymmerus lenkoi är en tvåvingeart som beskrevs av Lane 1959. Australosymmerus lenkoi ingår i släktet Australosymmerus och familjen hårvingsmyggor. Inga underarter finns listade i Catalogue of Life.